# Ланьон
Ланьон (фр. Lannion, брет. Lannuon) — город во Франции, находится в регионе Бретань, центр одноименного округа и кантона. Расположен в 69 км к западу от Сен-Бриё и в 84 км к востоку от Бреста, в 23 км от национальной автомагистрали N12, в месте впадения реки Леге в Ла-Манш. Железнодорожная станция Ланьон является конечным пунктом линии Плуаре-Ланьон, отходящей от линии Париж-Брест.
Население (2019) — 20 210 человек.

## История
Многочисленные мегалиты в окрестностях Ланьона свидетельствуют о пребывании людей в этом месте с древнейших времен. В галло-римский период в устье Леге располагался римский лагерь, путь к которому лежал через Ланьон. В 836 году поселение было разрушено викингами.
Во время Религиозных войн город поддержал короля Генриха IV и в 1590 году был сожжен войсками герцога де Меркёра. Ланьон входил в епархию Трегье, был резиденцией «королевской юрисдикции». Участвовал в Войне за бретонское наследство и в восстании гербовой бумаги.
В 60-е годы XX века Ланьон был выбран местом размещения Национального центра исследований в области телекоммуникаций (CNET). Небольшой город нуждался в большей территории для размещения производственных площадей и семей работников CNET, и в 1961 году Ланьон поглотил четыре небольшие соседние коммуны. Несмотря на кризисы 1980-х и 1990-х годов, позиции Ланьона в области телекоммуникаций и волоконно-оптических сетей только укрепились; благодаря наличию подразделений таких гигантов, как Orange, Nokia и SAGEMCOM, его называют «мини-Силиконовой долиной».

## Достопримечательности
- Церковь Святого Иоанна дю Бали XIV-XVII веков
- Церковь Святой Троицы в Брелевене, её лестница со 142 ступенями ведёт в нижнюю часть города
- Монастырь урсулинок
- Монастырь Святой Анны
- Фахверковые дома
- Замок Ле Крюгиль (XV век), открыт для доступа летом
- Усадьба Лангонаваль (XV век), открыта для доступа летом
- Усадьба Керпригент (открыта для осмотра по договорённости)

## Экономика
Структура занятости населения:
- сельское хозяйство — 1,0 %
- промышленность — 10,4 %
- строительство — 4,5 %
- торговля, транспорт и сфера услуг — 50,4 %
- государственные и муниципальные службы — 33,7 %

Уровень безработицы (2018) — 16,9 % (Франция в целом —  13,4 %, департамент Кот-д’Армор — 11,5 %). 

Среднегодовой доход на 1 человека, евро (2018) — 21 940 (Франция в целом — 21 730, департамент Кот-д’Армор — 21 230).

## Демография
Динамика численности населения, чел.

## Администрация
Пост мэра Ланьона с 2014 года занимает социалист Поль Ле Биан (Paul Le Bihan). На муниципальных выборах 2020 года возглавляемый им левый список победил в 1-м туре, получив 52,28 % голосов (из пяти списков).
| Период | Период | Фамилия        | Партия                                 | Примечания |
| ------ | ------ | -------------- | -------------------------------------- | --- |
| 1961   | 1971   | Анри Бланден   | Союз демократов в поддержку республики | адвокат |
| 1971   | 1977   | Пьер Марзен    | Разные левые                           | инженер, сенатор |
| 1977   | 1983   | Пьер Жагоре    | Социалистическая партия                | руководитель службы социального обеспечения, член Генерального совета департамента, депутат Национального собрания Франции                          |
| 1983   | 1989   | Ив Недлек      | Объединение в поддержку Республики     | член Регионального совета Бретани |
| 1989   | 2008   | Ален Гурью     | Социалистическая партия                | преподаватель истории и географии, член Генерального совета департамента, член Регионального совета Бретани, депутат Национального собрания Франции |
| 2008   | 2014   | Кристиан Марке | Социалистическая партия                | работник компании EDF, член Регионального совета Бретани                                                                                            |
| 2014   |        | Поль ле Биан   | Социалистическая партия                | инженер компании Alcatel |

## Города-побратимы
- Гюнцбург, Германия
- Виверо, Испания
- Карфилли, Уэльс

## Известные уроженцы
- Ле Гоффик, Шарль (1863—1932) — поэт, писатель, драматург, литературный критик, историк, член Французской Академии

## Прочее
Ланьон является европейским окончанием южной линии кабельной системы Аполло.

## Галерея

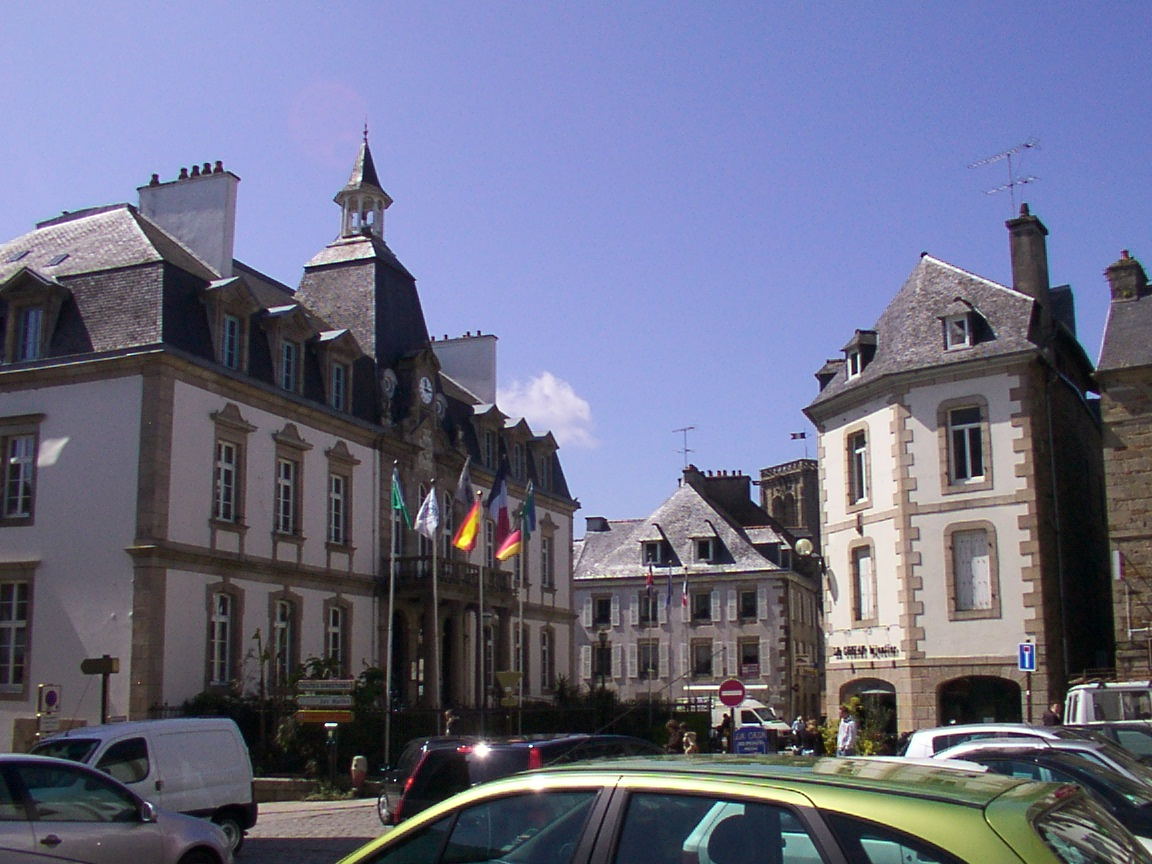
Мэрия
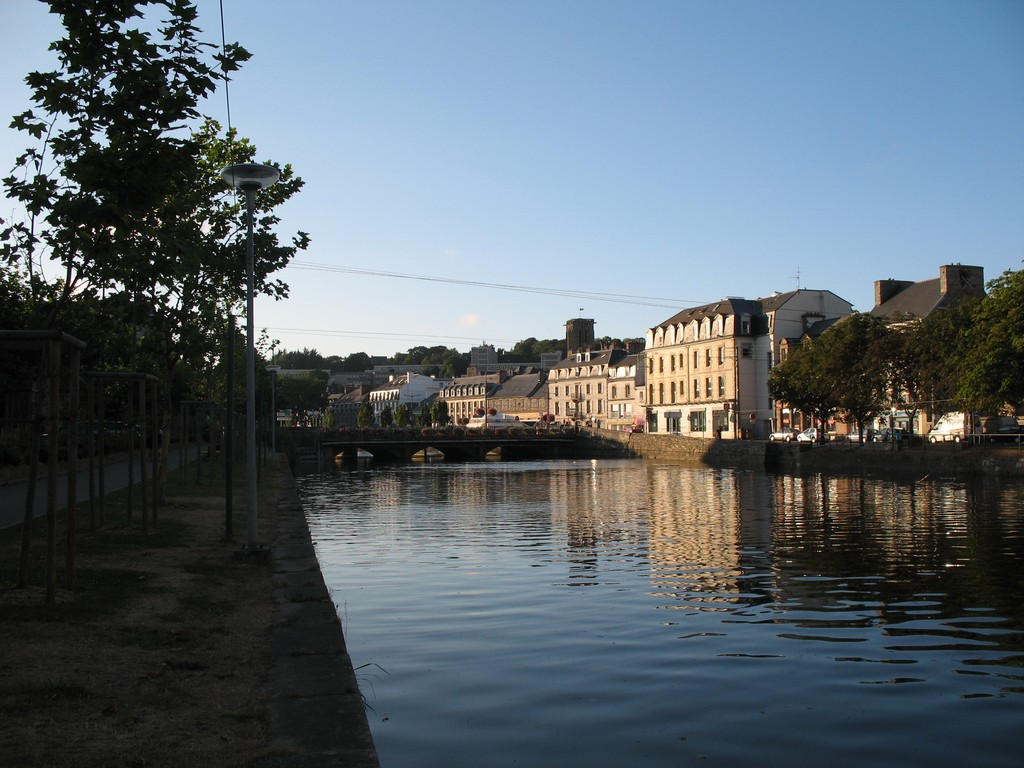
Река Леге в Ланьоне
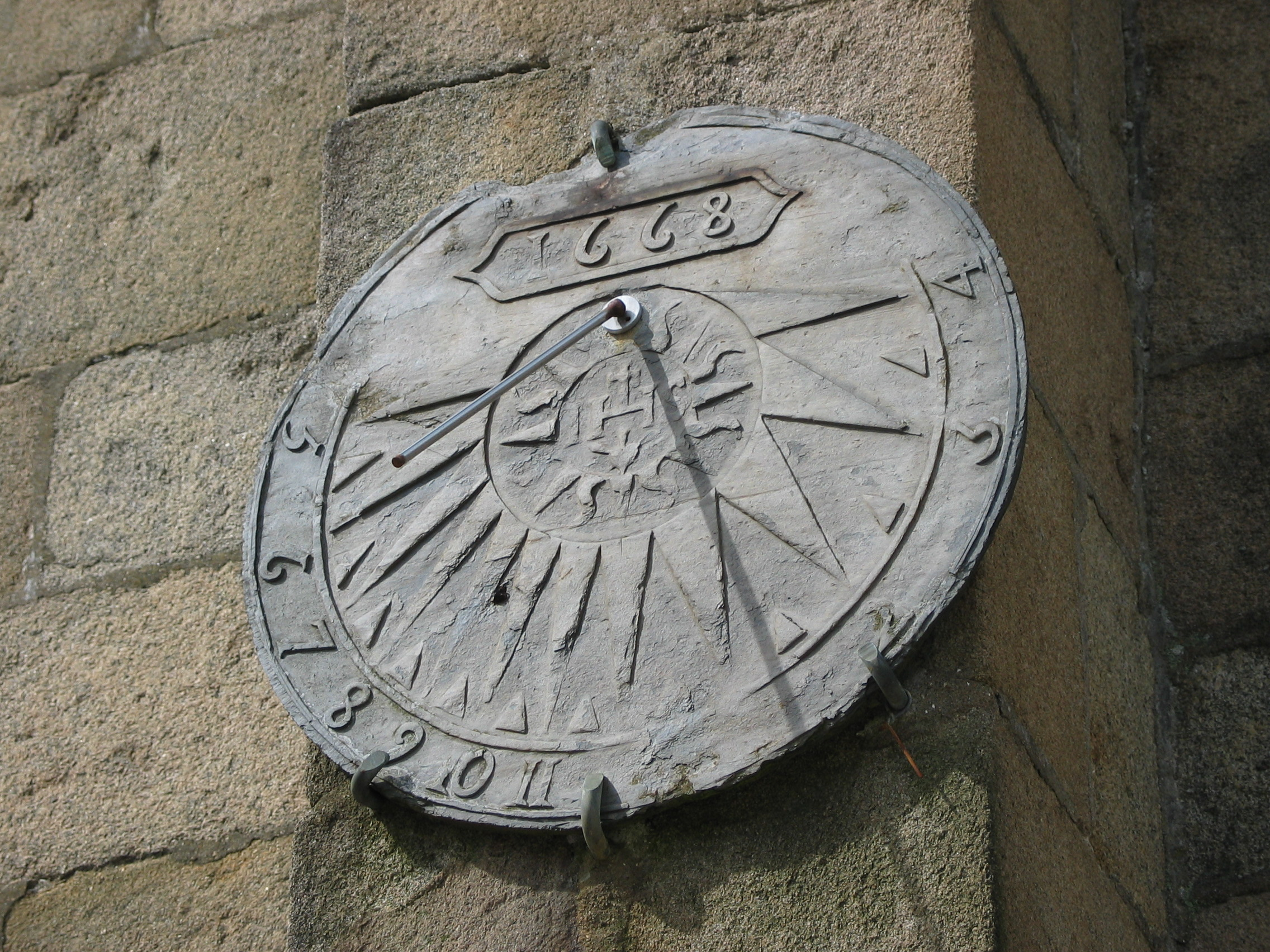
Солнечные часы на стене церкви
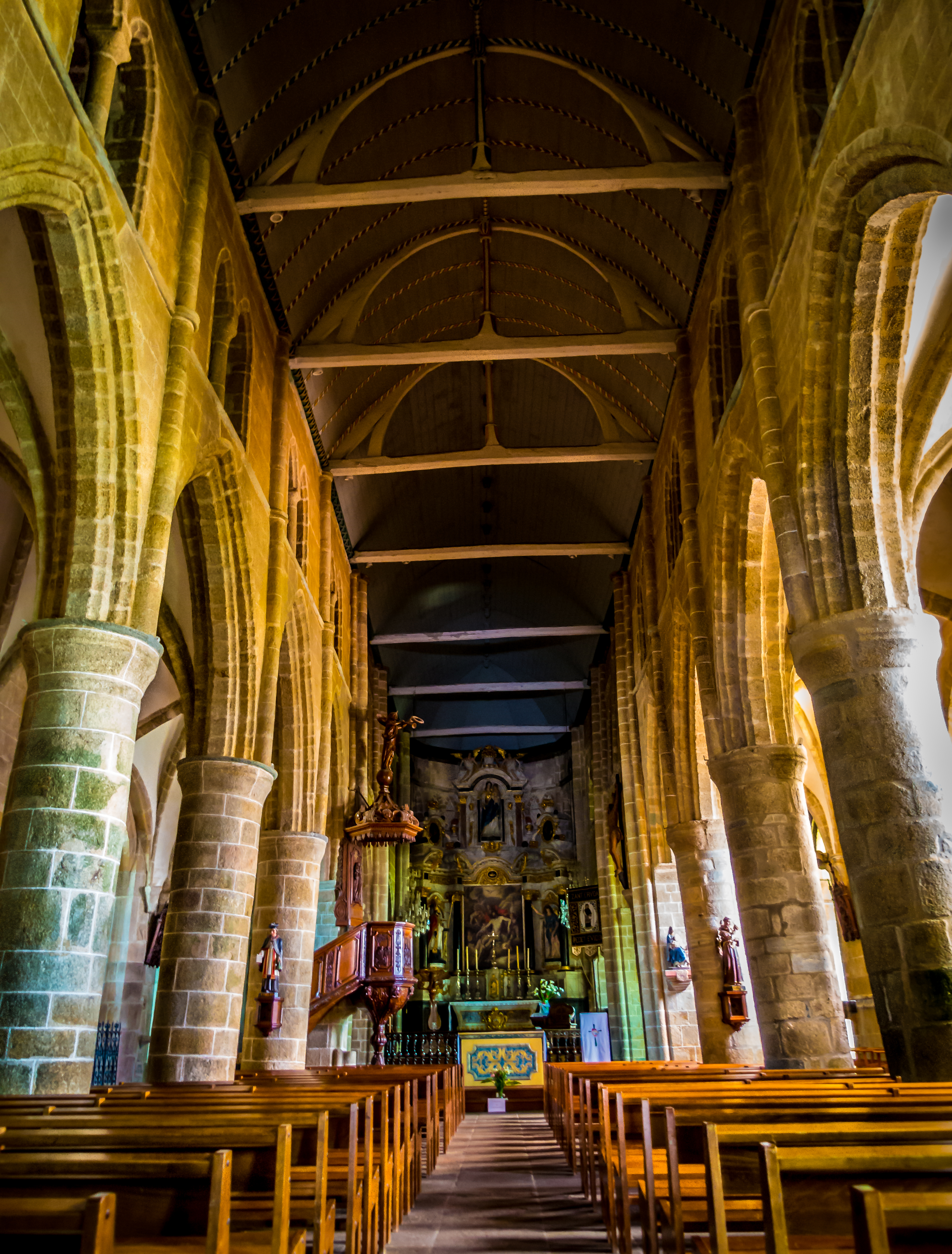
Интерьер церкви Троицы в Брелевене
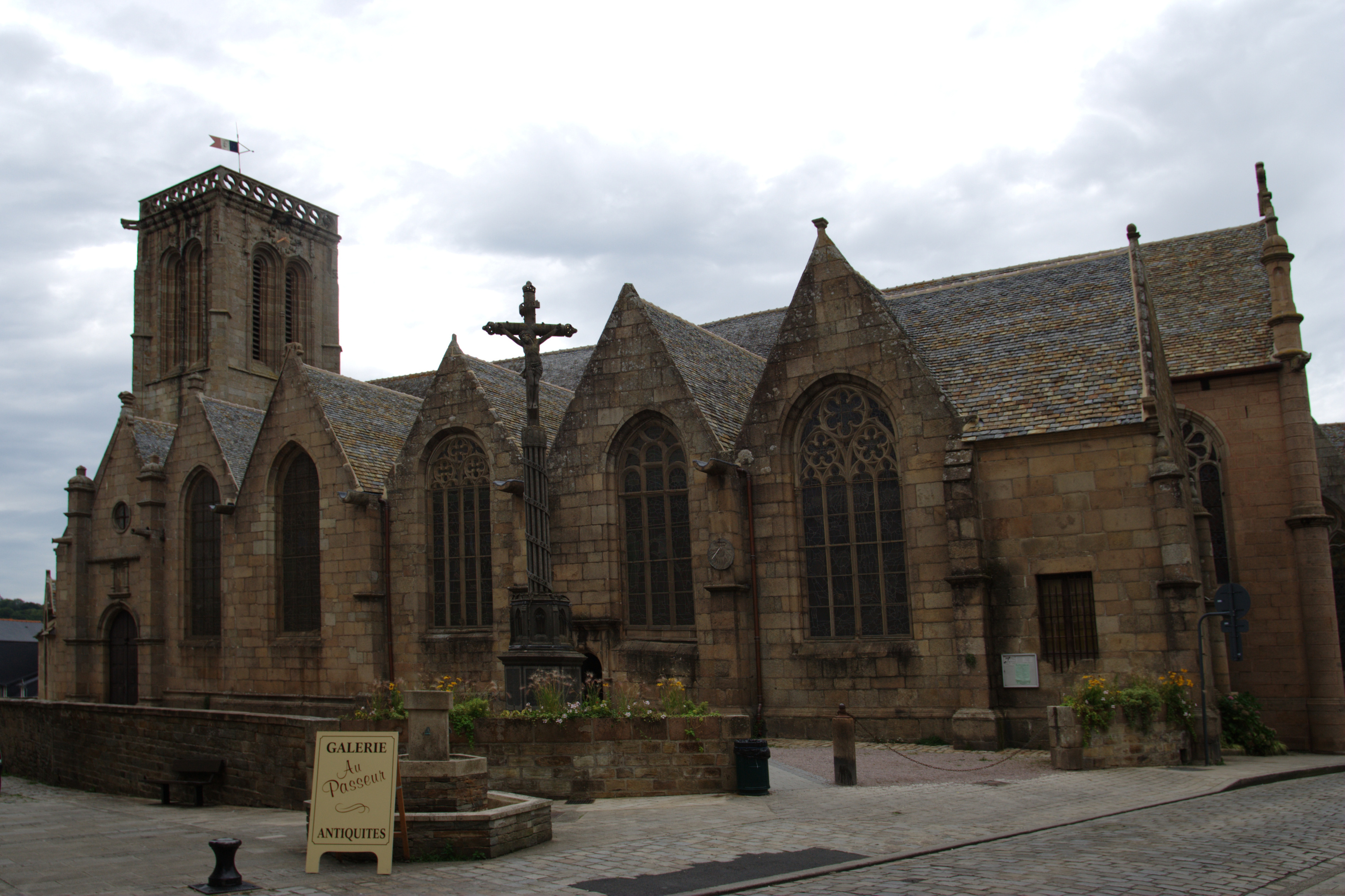
Церковь Святого Иоанна
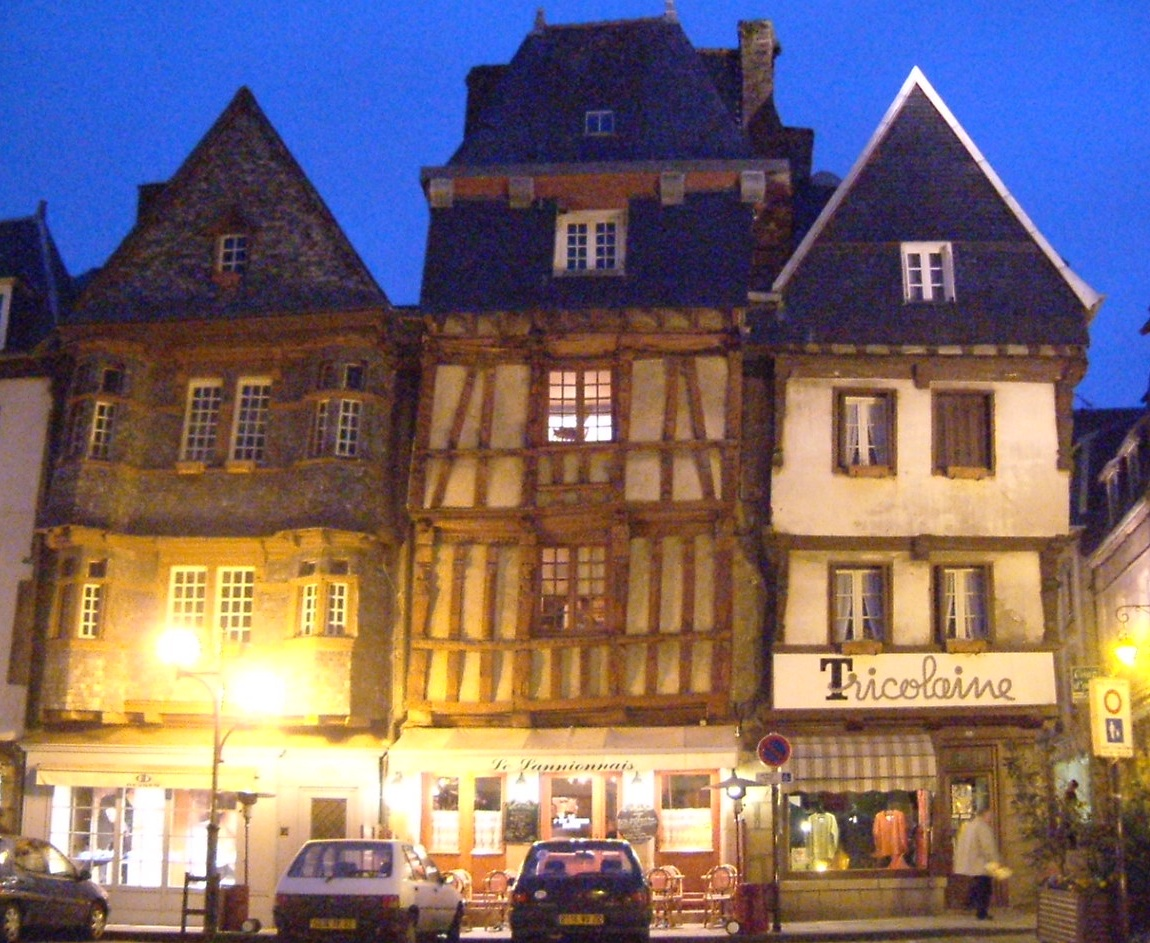
Фахверковые дома
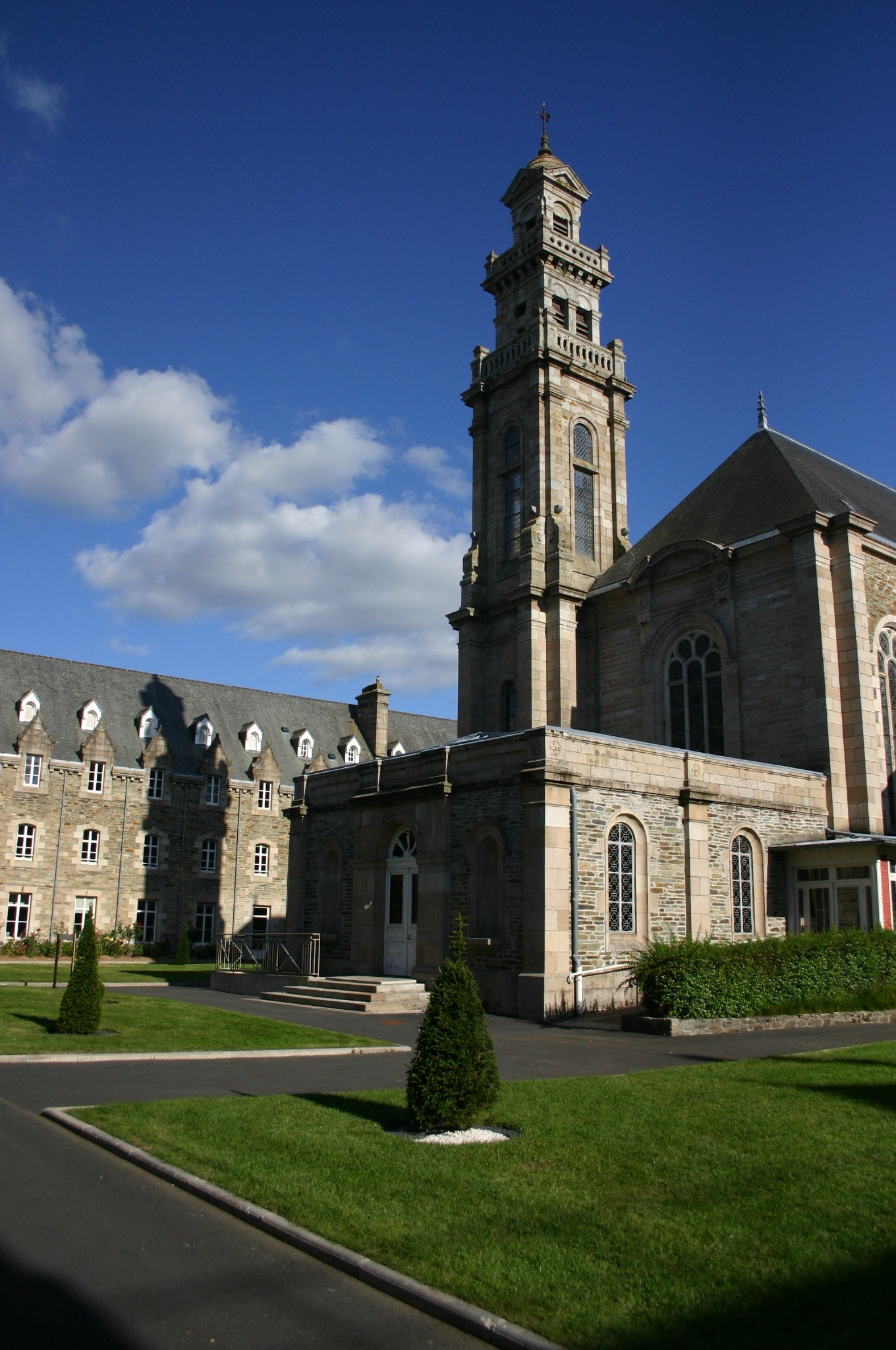
Монастырь Святой Анны